# Christian Michelsen

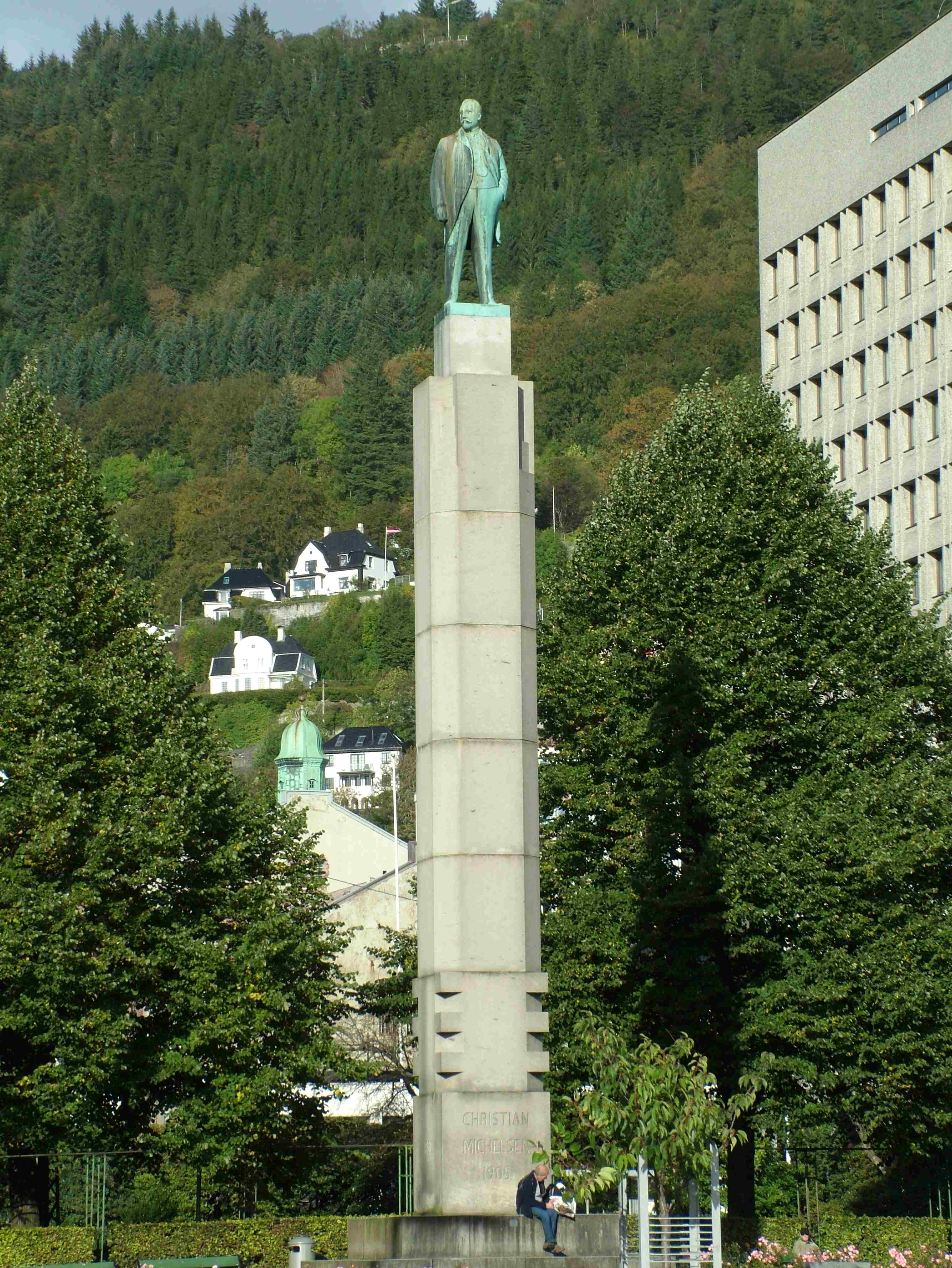
Monument a Christian Michelsen in Bergen, la seva ciutat natal.

Peter Christian Hersleb Kjerschow Michelsen (Bergen, 15 de març de 1857 - 29 de juny de 1925), més conegut com a Christian Michelsen, va ser un magnat i estadista noruec. Va ser el primer primer ministre de la Noruega independent entre 1905 i 1907. És conegut pel seu paper central en la dissolució de la unió entre Noruega i Suècia el 1905 i va ser un dels polítics més influents de la seva època. El 1905 va rebre el Reial Orde Noruec de Sant Olaf.

## Biografia
Nascut a Bergen, va rebre el nom del seu avi, el bisbe Peder Christian Hersleb Kjerschow. Era el més gran de cinc germans nascuts en una família de comerciants. Michelsen va anar a l’escola de la catedral de Bergen. Va estudiar dret a la Universitat d'Oslo i es va convertir en advocat. Més tard va crear la companyia naviliera, Chr. Michelsen & Co., que es va convertir en un dels més grans de Noruega.

### Carrera política

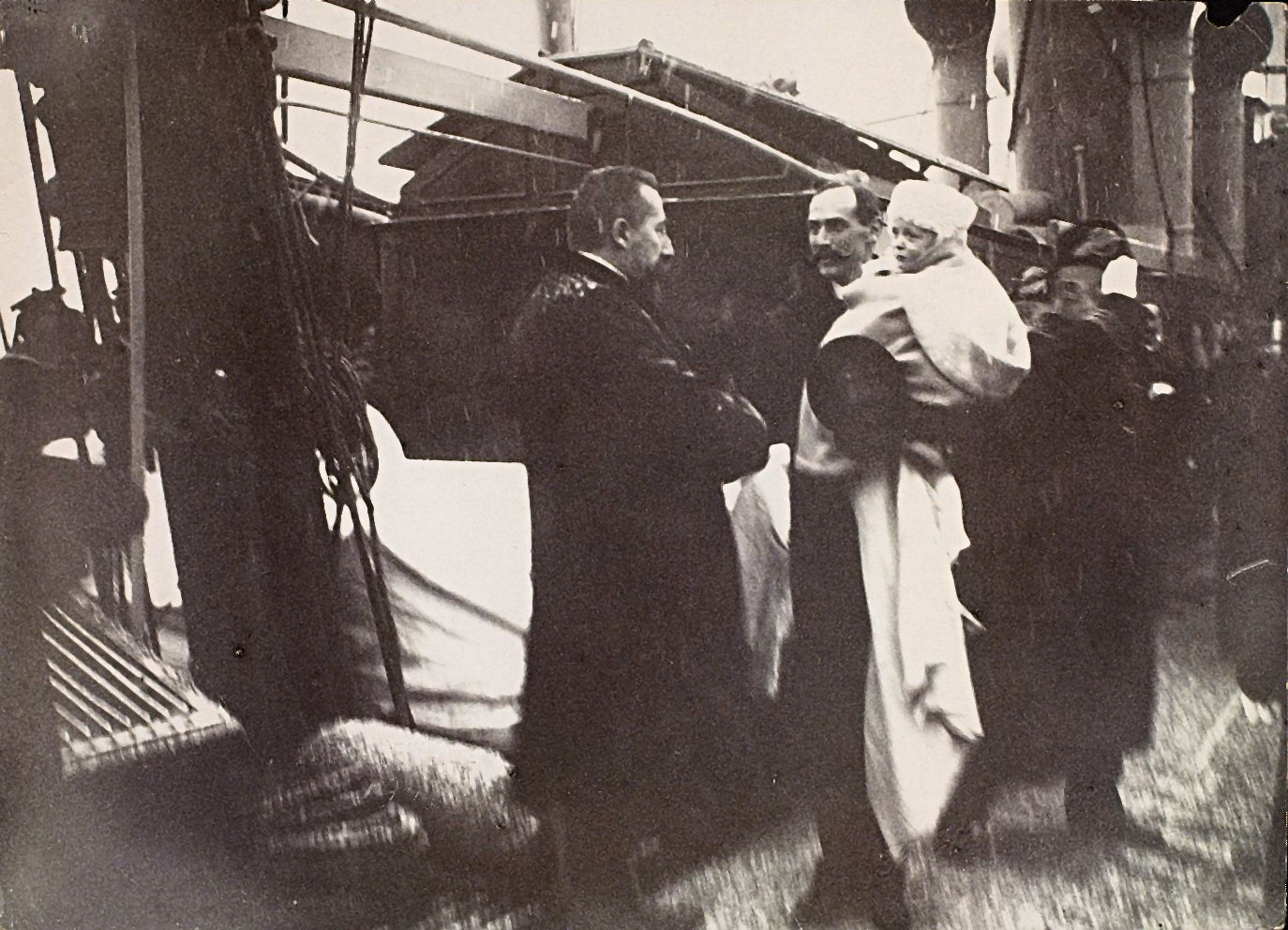
Michelsen saluda el rei Haakon i el príncep Olav quan arriben a Noruega per primera vegada el 1905

Es va convertir en membre del Parlament noruec (Storting) el 1891, representant el Partit Liberal de Noruega. Es considerava principalment per sobre de les petites lluites dels partits, i un dels seus principals objectius era crear una coalició de partits que abastés des del Partit Conservador fins al Partit Liberal, que va anomenar Partit de Coalició. Va exercir com a ministre de Finances al segon gabinet Hagerup, i va ser un dels defensors més ferms d'una política més ferma cap a la unió entre Suècia i Noruega. El març de 1905, Michelsen va substituir Francis Hagerup com a primer ministre, i immediatament es va convertir en el líder del moviment cap a la dissolució de la unió (Unionsoppløsningen i 1905).
La base formal de la dissolució va ser la negativa del rei Òscar II de Suècia a acceptar les lleis consulars noruegues (Konsulatsaken). El govern suec havia insistit durant diversos anys que les lleis que regulaven els afers exteriors havien de formar part de l'acord de la unió i, com a tal, les lleis consulars no podien ser aprovades pel Storting noruec sense el consentiment del Parlament suec (Riksdag). Els suecs estaven disposats a acceptar l'impuls noruec d'afers consulars separats, però van exigir que Noruega acceptés el precedent sota el qual la unió havia funcionat durant 90 anys, és a dir, que el ministre d'Afers Exteriors fos suec. Això, segons els noruecs, van reconèixer que Suècia tenia el avantatge a la Unió. Si bé aquesta supremacia existia en realitat, els noruecs no estaven disposats a acceptar la relació desigual sobre una base legal i formal.
El 27 de maig de 1905 el rei Òscar es va negar a signar el projecte de llei i, com a resposta, els ministres del gabinet noruec van dimitir col·lectivament. El rei no va prendre més mesures, probablement conscient que la dissolució de la Unió era imminent, i els polítics suecs no van fer res, probablement creient que es tractava d'una altra retirada política noruega. El 7 de juny, l'Storting noruec va declarar que com que el rei no havia pogut formar un nou govern a Noruega després de la renúncia de Michelsen, havia perdut la capacitat de governar i, per tant, va deixar de ser rei de Noruega. Aquest moviment estratègic va donar a la dissolució una base una mica legal, i va ser principalment obra de Christian Michelsen. Sabia que el poble noruec, després de mesos d'informació ben dirigida en una premsa unànime, estava unit d'una manera extremadament rara en una democràcia. En el referèndum que va demostrar la voluntat noruega de dissoldre el sindicat, la retenció del sindicat va obtenir només 184 vots a tot el país, que només representaven un vot de cada 2000 emesos.
Michelsen, tot i que creient en una república democràtica a Noruega, va acceptar que una monarquia democràtica tindria més possibilitats de ser acceptada a l'estranger i entre la majoria de noruecs. El príncep Carl de Dinamarca es va convertir en el rei Haakon VII de Noruega després que un nou referèndum hagués donat als defensors de la monarquia aproximadament el 79% dels vots emesos.
El 1906 Michelsen va guanyar les eleccions amb un lema "per sobre dels partits", la qual cosa en va allunyar ràpidament els principals liberals. El 1907 va dimitir, cansat de petites baralles entre els líders polítics, i acceptant que les seves opinions polítiques havien estat derrotades. Jørgen Løvland va continuar la feina de Michelsen, però no tenia la voluntat de forçar la coalició a mantenir-se unida, i el 1908 la coalició es va trencar. El mateix Michelsen, juntament amb Abraham Berge, va participar en la fundació del Partit Liberal Lliurepensador (Frisinnede Venstre). El partit es va adherir a una orientació liberal-dreta, en oposició al Partit Liberal i en aliança amb el Partit Conservador; després de la victòria de la seva coalició a les eleccions, Michelsen va ser considerat com un dels candidats al càrrec de primer ministre. Deixà la política nacional després de la dimissió del gabinet de ministres Vollert Konow l'any 1912, tot i que se'l va tornar a abordar amb una proposta per dirigir el govern -després de la derrota dels liberals a les eleccions de 1918 i la dimissió de Gunnar Knudsen; tanmateix, Mikelsen, convocat a Christiania, va tornar a Bergen el mateix dia perquè no va trobar suport per formar un govern majoritari. A més, el 1910 Michelsen va organitzar la Unió d'armadors noruecs.
En política social, l'època de Michelsen com a primer ministre va veure l'aprovació de la Llei de contribucions dels governs centrals i locals als fons d'atur de 1906, que va introduir l'assegurança voluntària.
El 1925, ell, juntament amb l'explorador polar Fridtjof Nansen i l'industrial Joakim Lehmkuhl, va fundar la Fedrelandslaget, organització anticomunista, que s'oposava a la creixent influència dels moviments obrer i socialista.

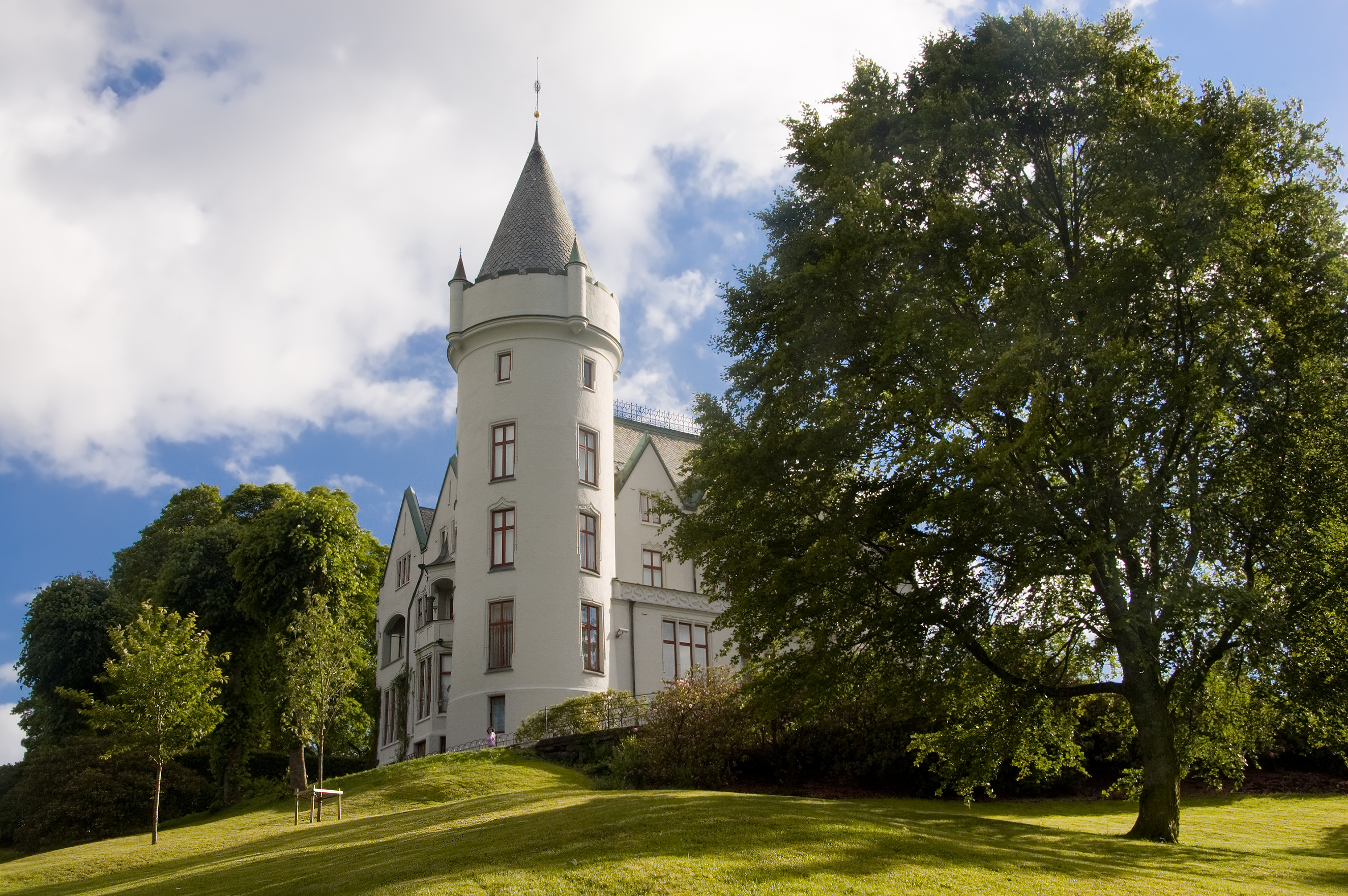
Gamlehaugen, la finca de Michelsen als afores de Bergen

## Vida personal
Es va casar el 1881 amb Johanne Benedicte Wallendahl (1861–1910). El 1905 va rebre la Gran Creu del Reial Orde Noruec de Sant Olaf i el 1907 també va rebre el Collar.
A més de les seves activitats polítiques, Michelsen era conegut com a mecenes de les arts i la cultura: des de 1881 fins a la seva mort, va ser president de la junta del teatre més gran de Bergen, Den Nationale Scene.

### Gamlehaugen
L'any 1899, Michelsen va començar la construcció de la mansió Gamlehaugen, que es va acabar l'any 1900. La finca avui funciona com a residència de la família reial noruega i està oberta al públic.

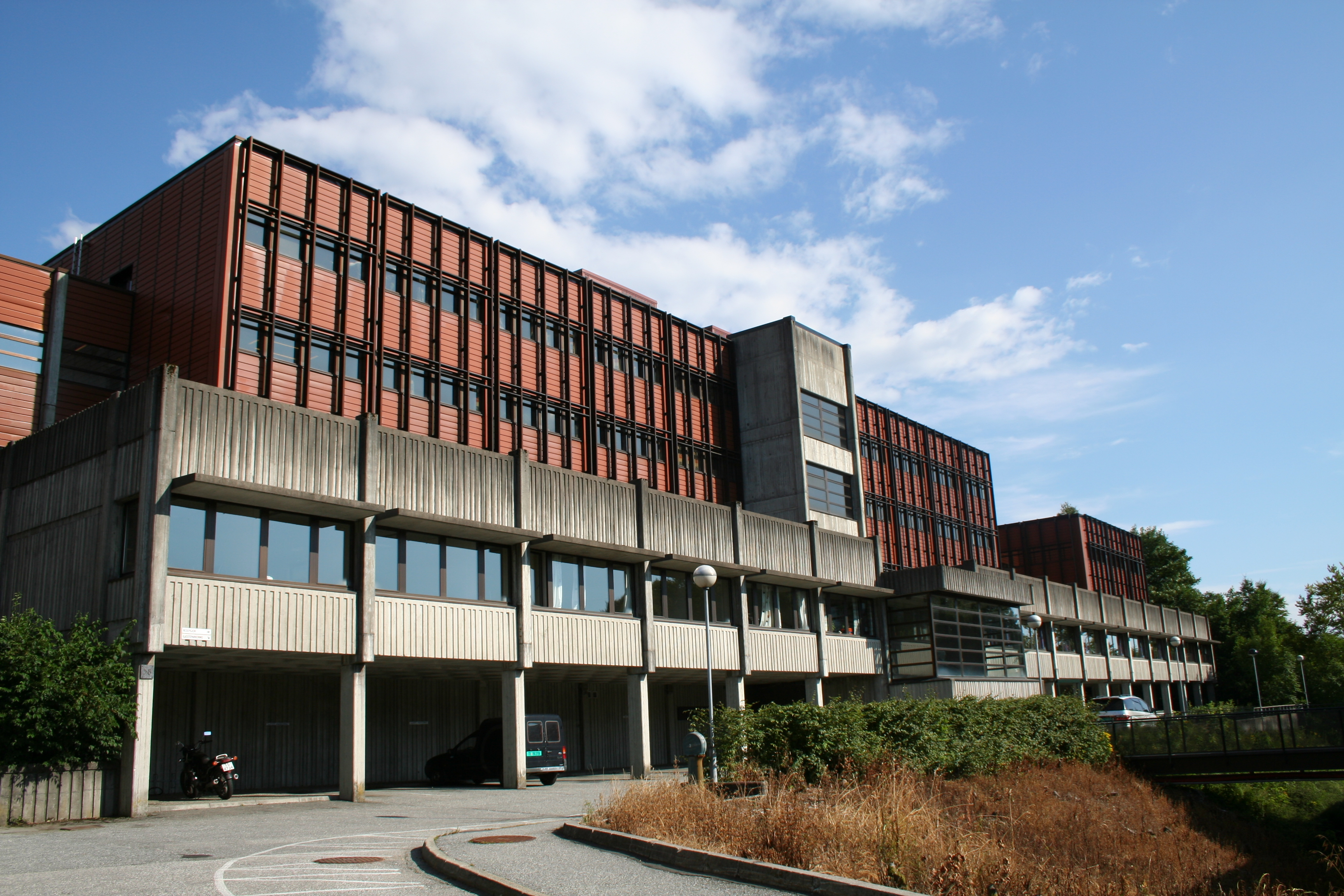
El Chr. Institut Michelsen de Bergen

## Chr. Institut Michelsen
Michelsen va llegar la major part de la seva propietat a un fons que va fer possible l'establiment i el funcionament de Chr. Institut Michelsen per a la Ciència i la Llibertat Intel·lectual. En els darrers temps, el Chr. Michelsen Institute (CMI) es va establir com un centre independent d'investigació sobre desenvolupament i polítiques internacionals. Fundat a Bergen l'any 1930, el CMI duu a terme recerca tant aplicada com teòrica, i té un perfil multidisciplinari ancorat en quatre grups temàtics de recerca, a saber, drets humans, democràcia i desenvolupament, pau, conflicte i estat, reducció de la pobresa i reforma del sector públic.

## Condecoracions
El 25 de novembre de 1905, Michelsen va ser nomenat Gran Cruz de l'Orde de Sant Olav i va anar des de la mateixa data Canceller de la Reial orde dels Cavallers de Noruega. Després havia ascendit en rang de cavaller de primera classe (1896) sobre comandant de segona classe (1898) a comandant de primera classe des del 21 de gener de 1905. Michelsen també era el posseïdor de la medalla de ciutadania en or, la medalla del 7 de juny i la coronació Medalla 1906 .
També va rebre diverses condecoracions estrangeres. Portava la Gran Creu de l'Orde de Dannebro, de la Legió d'Honor i de l'Orde de l'Àguila Vermella (Prússia), era titular de la 2.ª classe de l'Orde de Santa Anna (Rússia), comandant de la 1.ª classe de l'Orde de l'Estrella del Nord, i va ser titular de l'Orde del Tresor Sagrat (el Japó) i l'Orde del Doble Drac (la Xina).